# جوانا روسيل
جوانا روسيل (بالإنجليزية: Joanna Rowsell) مواليد 5 ديسمبر 1988 في لندن الكبرى، إنجلترا، المملكة المتحدة، هي متسابقة دراجات بريطانية. شاركت في دورة الألعاب الأولمبية الصيفية وفازت بميدالية أولمبية، كما فازت بميدالية ذهبية في دورة ألعاب الكومنولث.

## الميداليات
| الميدالية | المسابقة                       |
| --------- | ------------------------------ |
| ذهبية     | الألعاب الأولمبية الصيفية 2012 |
| ذهبية     | دورة ألعاب الكومنولث 2014      |

## روابط خارجية
- جوانا روسيل على موقع الاتحاد الدولي للدراجات (الإنجليزية)
- جوانا روسيل على موقع أرشيف الدراجات (الإنجليزية)
- جوانا روسيل على موقع إحصائيات الدراجات الإحترافية (الإنجليزية)
- جوانا روسيل على موقع نسبة الدراجات (الإنجليزية)
- جوانا روسيل على موقع CycleBase (الإنجليزية)
- جوانا روسيل على موقع أوليمبيديا (الإنجليزية)
- جوانا روسيل على موقع اللجنة الأولمبية البريطانية (الإنجليزية)
- جوانا روسيل على موقع اتحاد ألعاب الكومنولث (مؤرشف) (الإنجليزية)
- Cycling Weekly – Joanna Rowsell Rider Profile